# マルティネンゴ
マルティネンゴ（伊: Martinengo  ( 音声ファイル)）は、イタリア共和国ロンバルディア州ベルガモ県にある、人口約1万1000人の基礎自治体（コムーネ）。

## 地理

### 位置・広がり
ベルガモ県南部、セーリオ川左岸（東岸）のコムーネ。県都ベルガモから南南東へ16km、ブレシアから西へ35km、州都ミラノから東北東へ46kmの距離にある。

#### 隣接コムーネ
隣接するコムーネは以下の通り。
- チヴィダーテ・アル・ピアーノ
- コローニョ・アル・セーリオ
- コルテヌオーヴァ
- ギザルバ
- モレンゴ
- モルニーコ・アル・セーリオ
- パロスコ
- ロマーノ・ディ・ロンバルディーア

### 地震分類
イタリアの地震リスク階級 (it) では、3 に分類される
。